# Harry Lott
Harry Hunter Lott (* 13. Januar 1880 in Philadelphia; † 5. Februar 1949 in Lake Worth) war ein amerikanischer Ruderer. Harry Lott ruderte für den Vesper Boat Club. 
Bereits bei den Olympischen Spielen 1900 in Paris hatte der Achter des Vesper Boat Club gewonnen. Vier Jahre später bei den Olympischen Spielen 1904 in St. Louis saßen der Steuermann Louis Abell und der Schlagmann John Exley erneut im Achter, die anderen sieben Ruderer, darunter der Medizinstudent Lott, waren neu hinzugekommen. In St. Louis traf der Achter des Vesper Boat Club auf den Achter des Argonaut Rowing Club aus Toronto, das einzige 1904 teilnehmende Boot, das nicht aus den Vereinigten Staaten kam. Die Mannschaft aus Philadelphia siegte mit drei Bootslängen Vorsprung.
Harry Lott schloss kurz nach den Olympischen Spielen sein Studium am Jefferson Medical College ab und praktizierte dann als Ohrenarzt. Später war er Professor am Jefferson Medical College, das 1969 zur Thomas Jefferson University umfirmierte.